# Órmos Falírou
Órmos Falírou (Phaleron Bay, Faliron Bay, Phaliron Bay) är en vik i Grekland.   Den ligger i prefekturen Nomós Attikís och regionen Attika, i den sydöstra delen av landet, 6 km sydväst om huvudstaden Aten.